# Apionichthys dumerili
Apionichthys dumerili is een  straalvinnige vissensoort uit de familie van Amerikaanse tongen (Achiridae). De wetenschappelijke naam van de soort is voor het eerst geldig gepubliceerd in 1858 door Johann Jakob Kaup.